# روئین‌تنی
روئین‌تنی حالتی‌است که کسی دارای آن است که هیچ ضربه‌ای بر او اثر ندارد، نیروهای مافوق طبیعی او را شکست‌ناپذیر و آسیب‌ناپذیر کرده‌اند؛ اما فقط یک نقطه از بدن او روئینه نیست و آن نقطه شکست وی است. روئین‌تنی می‌تواند نشانه‌ای از آرزوی همانندی پهلوانان بزرگ به خدایان باشد؛ همچنین می‌تواند نشانه‌ای از آرزوی نامیرایی و آسیب‌ناپذیری انسان باشد که در باورهای کهن و افسانه‌ها شکل گرفته است. روئین‌تنی ظاهراً به دورانی برمی‌گردد که آدمی به تازگی فلز را کشف کرده و از آن برای خود جامه‌های جنگی ساخته بود.
در برخی باورها، برخی پوشیدنی‌ها و نوشیدنی‌ها هم سبب رویینه‌تنی و شکست‌ناپذیری می‌شود. ببر بیان که رستم می‌پوشید در حقیقت پوششی است که وی را آسیب‌ناپذیر می‌کند.

## واژه‌شناسی
واژه روئین‌تن صفت مرکب است و به معنی «کسی که بدنی نیرومند و آسیب‌ناپذیر دارد» است.

## افراد روئین‌تن
در افسانه‌ها و اسطوره‌های ملل مختلف برخی افراد به عنوان روئین‌تن شناخته شده‌اند. چهار فرد روئین‌تن مشهور در تاریخ به شرح زیر هستند:

### آشیل
مادر آشیل، تتیس ایزدبانو، آشیل را در رودخانه استوکس که پیرامون جهان مردگان را فراگرفته است، فروبرد و آشیل روئین‌تن شد. نقطه آسیب‌پذیری آشیل در پاشنه پا بود، زیرا مادرش در هنگام غوطه دادن، پاشنه پای او را به دست گرفته بود. در جنگ‌های تروا، پاریس تیری بر پاشنه پای او زد و آشیل مرد.
به روئین‌تنی آشیل در ایلیاد هومر اشاره نشده است و این داستان پس از وی بر سر زبان‌ها افتاده است. مرگ آشیل هم در ایلیاد نیامده و تنها در نخستین بخش‌های کتاب اودیسه به آن اشاره شده است.

### زیگفرید
زیگفرید، پهلوان روئین‌تن حماسه نیبلونگن است. او اژدهایی را کشت و در خون آن اژدها غوطه خورد و روئین‌تن شد. نقطه آسیب‌پذیری او جایی است بین دو شانه که برگی بر آن افتاده و در نتیجه با خون اژدها تماس نیافته بود. هاگن با زدن ضربه‌ای بر آنجا، او را می‌کشد.

### بالدر
بالدر، در افسانه‌های اسکاندیناوی روئین‌تن است و همه عناصر سوگند خورده‌اند که به او آسیب نرسانند، جز گیاه حقیر دبق و همین گیاه سرانجام بالدر را از بین می‌برد.

### اسفندیار
اسفندیار، پهلوان ایرانی نیز روئین‌تن است؛ هرچند چگونگی روئین‌تن شدن او در شاهنامه فردوسی نیامده است. در مورد روئین‌تنی او دو داستان گفته‌اند: یکی این که زردشت پس از آن که به پشوتن جامی شیر خوراند و پشوتن زندگی جاوید یافت، به اسفندیار اناری خوراند که او را روئین‌تن کرد.
داستان دیگر آن است که اسفندیار به دستور زردشت در رودخانه اساطیری داهیتی آب‌تنی کرد و روئین‌تن گردید. اما چشم اسفندیار روئینه نیست، زیرا در موقع غوطه خوردن به ناچار چشمان خود را بست. سرانجام رستم به گفته سیمرغ تیری دوشاخ از چوب گز را که پیکانش آغشته به آب رز بود، به چشمان اسفندیار نشانه رفت و اسفندیار کشته شد. .

## ویژگی‌های افراد روئین‌تن
تمام رویین‌تنان دارای مشترکاتی هستند:
- میل به روئین‌تن شدن در تمام آن‌ها وجود دارد.
- همهٔ آن‌ها در جوانی کشته شدند.
- همگی پهلوان و محبوب قوم خود هستند.
- سه نفر از این چهار تن شاهزاده‌اند. (اسفندیار، آشیل و بالدر)
- دو نفر از آن‌ها فرزند خدایان هستند. (آشیل (مادرش)، بالدر (پدرش))
- همگی نقطه‌ای آسیب‌پذیر دارند. (اسفندیار (چشم‌ها)، آشیل (قوزک پای)، زیگفرید (نقطهٔ میان دو کتف))
- دو نفر از آن‌ها از گیاه خاص و مشخصی ضربه می‌پذیرند. (اسفندیار (چوب درخت گز)، بالدر (گیاه دبق))